# 宾马尔
宾马尔（Bhinmal），是印度拉贾斯坦邦Jalor县的一个城镇。在《大唐西域记》中称为毗罗摩罗。总人口39278（2001年）。

## 人口
该地2001年总人口39278人，其中男性20639人，女性18639人；0—6岁人口7258人，其中男3805人，女3453人；识字率52.25%，其中男性为66.60%，女性为36.35%。